# 落合貴之
落合 貴之（おちあい たかゆき、1979年8月17日 - ）は、日本の政治家。立憲民主党所属の衆議院議員（4期）。

## 来歴
東京都世田谷区生まれ。世田谷区立駒沢小学校、世田谷区立駒沢中学校、國學院高等学校、慶應義塾大学経済学部経済学科卒業。慶應大学卒業後、三井住友銀行に入行。その後、江田憲司衆議院議員、松田公太参議院議員の公設第一秘書を務めた。
2012年、第46回衆議院議員総選挙にみんなの党公認で東京6区から出馬したが、得票数4位で落選した。2013年11月27日、特定秘密保護法の衆議院本会議における採決で、みんなの党は法案への賛成を決めたが、これに反発し、離党（なお、みんなの党では井出庸生、林宙紀の2議員が採決で造反し、江田憲司は本会議を欠席した）。2014年5月に結いの党、9月に維新の党の結党にそれぞれ参加した。
2014年、第47回衆議院議員総選挙に維新の党公認で東京6区から出馬し、自由民主党前職の越智隆雄に2万票超の差をつけられ敗れたが、重複立候補していた比例東京ブロックで復活し、初当選した。
2016年、民主党・維新の党の合流により、民進党の結党に参加。

### 2017年衆議院議員選挙
2017年9月28日、民進党は希望の党への合流を決定。9月29日、希望の党の小池百合子代表は定例会見で、リベラル派議員について「排除いたします」と明言。
同年9月30日未明、共同通信が「枝野幸男が無所属で出馬する方向で検討に入った。考え方の近い前議員らとの新党結成も視野に入れている」と報道。10月1日、改憲推進派であった落合は、希望の党の改憲推進の公約や、「寛容な保守」を掲げながら民進党出身者の公認申請を特定の政策への賛否により選別する方針を批判し、無所属での立候補を表明。
同年10月3日午前、新党「立憲民主党」が設立される。同日午後、希望の党は衆院選の第1次公認192人を発表。同党が東京6区に元参議院議員・香川県選挙区の植松恵美子を擁立したことが明らかとなった。10月4日、落合は立憲民主党への参加を表明。10月4日、日本共産党東京都委員会は立憲民主党や社民党と共闘するため、東京1、5、6、7、18、21区について新人候補の擁立を取りやめると発表した。
同年10月22日に行われた総選挙に同党公認で東京6区から立候補し、自民党前職の越智隆雄を1978票の僅差で破り、初めて選挙区での当選を果たした（越智も比例復活）。なお、しんぶん赤旗は、「小選挙区は落合貴之」とともに「比例は共産党」という呼びかけが印刷された選挙はがきを、落合の選対が1万枚準備したとしている。

### 直諫の会、新「立憲民主党」

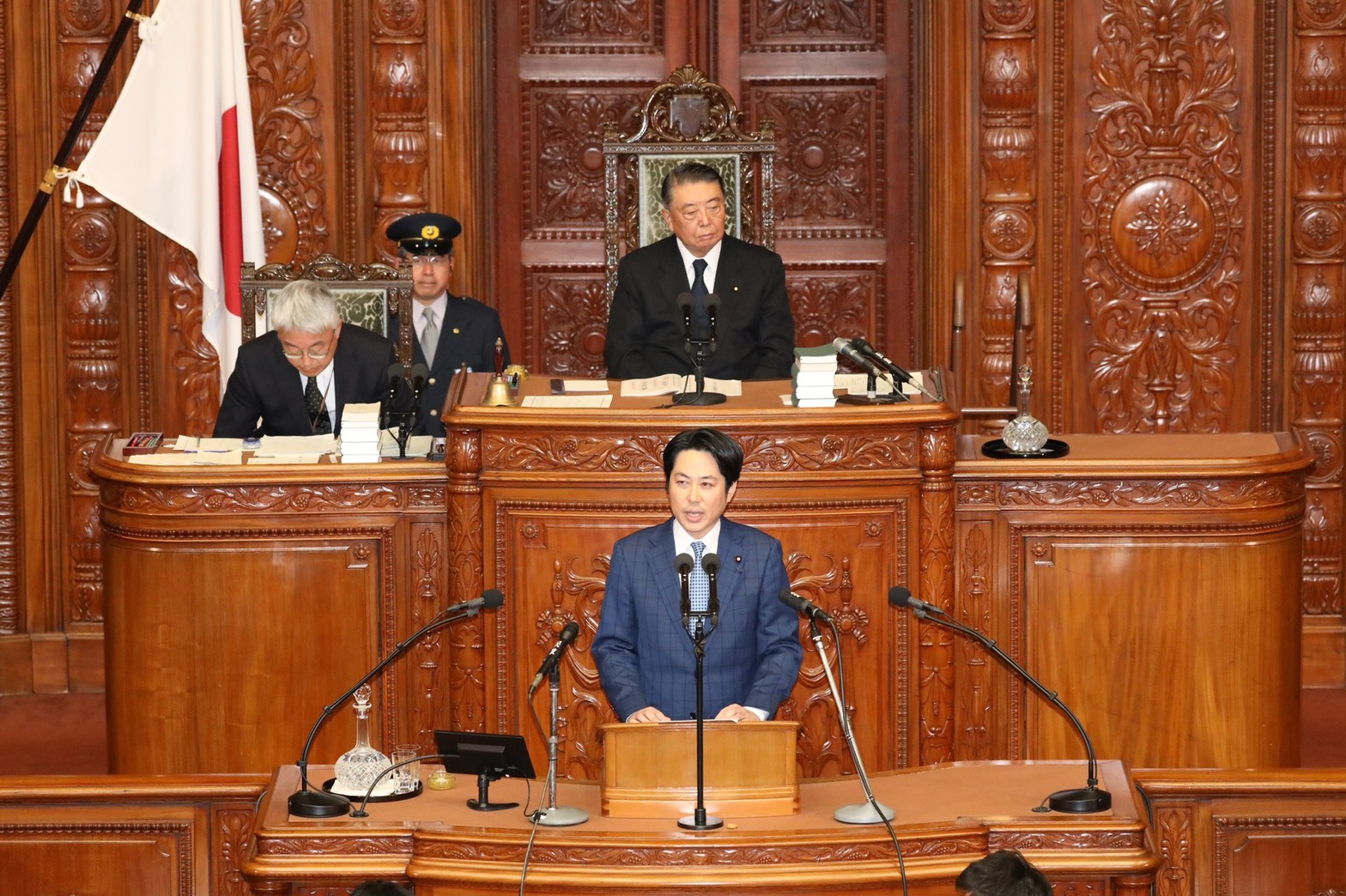
衆議院本会議質疑（2019年11月）

2019年10月24日、重徳和彦らとともに「直諫の会」を結成。「直諫」は目上の人に対して遠慮せずにいさめるとの意味で、新会派執行部へ積極的に政策提言を行う意思を込めた。
2020年9月15日、旧立憲民主党と旧国民民主党は、2つの無所属グループを加えた形で新「立憲民主党」を結成。落合も新党に参加。党政務調査会副会長、党経済政策調査会事務局長、党青年局顧問、党東京都連選挙対策委員長、つながる本部長などを務める。12月、著書『民政立国論』が、尾崎行雄記念財団のブックオブザイヤー2020国政部門大賞に選出された。
2021年10月31日の第49回衆議院議員総選挙で越智を破り3選（越智は比例復活で当選）。枝野幸男代表の辞任に伴う立憲民主党代表選挙（11月30日実施）では小川淳也の推薦人に名を連ねた。
2024年10月27日の第50回衆議院議員総選挙では、引退した越智に代わり自民党公認で立候補した土屋美和らに比例復活を許さず4選。

## 政策・主張

### 憲法
- 憲法改正について、2012年、2014年のアンケートで「どちらかといえば賛成」と回答し[27][28]、2017年のアンケートで「どちらともいえない」と回答した[29]。2017年10月22日、安保法制の廃止と立憲主義の回復を求める市民連合の政策協定書にサインし、最終的に、憲法改正には「反対する」とした[30]。
- 集団的自衛権の行使については、2012年のアンケートで「どちらかといえば賛成」と回答し[27]、2014年のアンケートで「反対」と回答した[31]
- 集団的自衛権の行使を認める閣議決定については、2014年のアンケートで「まったく評価しない」と回答[28]。

### 外交防衛
- 日本の防衛力強化は「どちらかといえば賛成」[32]。
- 憲法への緊急事態条項の創設に反対[33]。
- 日本の核武装について「将来にわたって検討すべきでない」とし、非核三原則の「持ち込ませず」の部分についても「議論する必要はない」としている[33]。
- 日本による過去の植民地支配と侵略を認めて謝罪した「村山談話」の見直し論議について、2014年の毎日新聞社のアンケートで「見直すべきでない」と回答[31]。
- 従軍慰安婦に対する旧日本軍の関与を認めた「河野談話」の見直し論議について、2014年の毎日新聞社のアンケートで「見直すべきでない」と回答[31]。
- 内閣総理大臣や他の国務大臣の靖国神社への参拝について、2014年の毎日新聞社のアンケートで「反対」と回答[31]。

### その他
- 女性宮家の創設に賛成[33]。
- 「ドナルド・トランプ大統領を信頼できるか」との問いに対し、2017年の毎日新聞社のアンケートで「信頼できる」と回答[33]。
- 選択的夫婦別姓制度の導入に賛成[32]。
- 幼稚園・保育所から大学までの教育の無償化に賛成[32]。
- 原子力発電は「日本に必要ない」としている[33]。
- カジノの解禁に反対[33]。

## 議員連盟
- 自然エネルギー社会実現議員連盟（事務局長）
- 若者政策推進議員連盟（事務局次長）[34]
- 国連世界食糧計画（WFP）国会議員連盟（顧問）[21]
- 日本の未来を創る勉強会[35]
- 立憲民主党 科学技術・イノベーション議員連盟（副会長）[21]
- 立憲民主党 弁理士制度・知的財産制度改革推進議員連盟（副会長）[21]

## 人物
- 大学在学時には、全国のゼミの大学生と協同企画のもと、政治家を招いて様々な政策提言をするシンクタンクを創り活動した[34]。
- 同じく大学時から、アルバイトで得たお金を貯め、バックパッカーとして世界を回る。就職後も長期休暇を活用して継続し、現在30か国以上を訪れている。
- 江田憲司衆議院議員の秘書を務め、2009年、ネット献金の実現に尽力した[36]。
- 秘書時代のあだ名は、江田憲司事務所では「麻呂」[37]、松田公太事務所では「寝ぐせ王子」[38]。
- 2016年、NPO法人 万年野党が発表した第190回国会版の国会議員活動評価では最高位の「三ツ星」を与えられた[39]。
- 学生時代、壇蜜と、アルバイト先の学習塾で同僚だった[40]。

## 出演
- 報道ライブインサイドOUT「与野党若手がスタジオ大論争『革新』で政治改革?」（BS11、2016年12月27日）[41]
- 「加藤浩次vs政治家〜政治の面白いところ集めました〜」（フジテレビ、2017年5月13日）[42]
- 「加藤浩次vs政治家〜政治の面白いところ集めました〜」（フジテレビ、2017年11月5日）[43]
- 報道ライブインサイドOUT「安倍経済を与野党激論　財政深刻化で国滅ぶ？」（BS11、2018年1月8日） [44]
- 朝まで生テレビ！「激論！日本経済は成長するか？！」（テレビ朝日、2018年1月26日） [45]
- 「世田谷人図鑑」（JCOM、2018年11月19日） [46]
- 報道ライブインサイドOUT「老後2千万円の衝撃波！若手議員が改革を直言」（BS11、2019年6月18日）[47]
- 2019年 参議院選挙 特別番組「令和のミライ～その問題、先送りできますか？～」（FM東京、2019年7月21日）[48]
- 報道ライブインサイドOUT 「痛み伴う年金・医療改革　与野党の若手議員が提言」（BS11、2019年9月24日）[49]
- 報道ライブインサイドOUT「国難の今こそ考える、非常時の財政とは？～与野党政策論」（BS11、2020年6月9日）[50]
- 報道ライブインサイドOUT「コロナ禍の”経済再生”方策　国民生活はどうなる？」（BS11、2020年10月27日）[51]
- 報道ライブインサイドOUT「コロナ禍の経済格差～緩和マネー行方は？」（BS11、2021年3月23日）[52]
- 報道ライブインサイドOUT「与野党政策通に聞く 経済再生の道筋は？」（BS11、2021年11月16日）[53]
- 報道ライブインサイドOUT「臨時国会終盤！与野党に聞く円安・物価高対策」（BS11、2022年11月22日）[54]
- ブラマヨ弾話室「海外から言われ放題の日本」（BSフジ、2023年11月26日）[55]
- ブラマヨ弾話室「世襲に疑問を持たない社会」「的外れな政策が多い日本」（BSフジ、2023年12月3日）[56]
- 情報ライブ インサイドOUT 「国会閉幕へ　与野党議員が本気で激論」(BS11、2023年12月12日)[57]
- 日曜討論「与野党に問う 政治資金問題・政治改革は」（NHK、2024年5月12日）[58]
- 報道ライブ インサイドOUT「与野党問う政治とカネ問題　企業献金や連座制どう決着か？」（BS11、2024年5月21日）[59]
- NHKスペシャル「永田町“政治とカネ”の攻防 〜改革のゆくえは〜」（NHK、2024年7月14・18日）[60]
- 報道ライブ インサイドOUT「与野党激論 石破新政権待つ難題とは？波乱政局？！」（BS11、2024年10月1日）[61]
- 報道ライブ インサイドOUT「臨時国会『政治とカネ』問題 どう決着？ 与野党論客に聞く！」（BS11、2024年11月21日）[62]
- BSフジ プライムニュース「政治資金問題に決着か 焦点は企業団体献金」（BSフジ、2025年1月27日）[63]
- 日曜討論「与野党に問う 企業・団体献金 政治改革は」（NHK、2025年3月30日）[64]

## 著書
- 『君も政治家になろう』（花伝社,2019年05月15日発行）ISBN 978-4-763-40884-6
- 『民政立国論-一人ひとりが目指し、挑み、切り拓く新世界』（白順社,2020年9月18日発行）ISBN 978-4-834-40262-9
- 『どうする、野党!? -「大きな政治」と「新しい改革」で、永田町の常識を喝破！』(幻冬舎,2023年09月13日発行）ISBN 978-4-344-04163-9
- 『「民のかまど」をあたためる ～経世済民論～』(あけび書房、2025年6月6日発行) ISBN 978-4-87154-291-3

## 選挙歴
| 当落 | 選挙                   | 執行日         | 年齢 | 選挙区      | 政党       | 得票数     | 得票率 | 定数 | 得票順位 /候補者数 | 政党内比例順位 /政党当選者数 |
| ---- | ---------------------- | -------------- | ---- | ----------- | ---------- | ---------- | ------ | ---- | ------------------ | ---------------------------- |
| 落   | 第46回衆議院議員総選挙 | 2012年12月16日 | 33   | 東京都第6区 | みんなの党 | 5万2325票  | 17.56% | 1    | 4/5                | 3/2                          |
| 比当 | 第47回衆議院議員総選挙 | 2014年12月14日 | 35   | 東京都第6区 | 維新の党   | 8万8915票  | 35.37% | 1    | 2/3                | 1/3                          |
| 当   | 第48回衆議院議員総選挙 | 2017年10月22日 | 38   | 東京都第6区 | 立憲民主党 | 10万400票  | 40.81% | 1    | 1/4                | /                            |
| 当   | 第49回衆議院議員総選挙 | 2021年10月31日 | 42   | 東京都第6区 | 立憲民主党 | 11万169票  | 40.08% | 1    | 1/3                | /                            |
| 当   | 第50回衆議院議員総選挙 | 2024年10月27日 | 45   | 東京都第6区 | 立憲民主党 | 10万7222票 | 47.40% | 1    | 1/4                | /                            |